# 黃仲涵
黄仲涵（；1866年—1924年），字泰源，1866年11月出生于荷屬東印度中爪哇三宝垄（今印度尼西亞）。其祖籍中國福建同安，閩南裔華人，父亲黄志信曾参加小刀会，起义失败逃亡印尼三宝垄，开办“建源栈”商行, 经营中国与印尼间的土产贸易，十年後成為當地著名華商之一。

## 生平
黄仲涵成年后从佐父经商到继承父业。由于他精通业务，不断扩大经营，旗下的业务包括了船运、鸦片买卖及甘蔗生意。他投資大型糖廠，擁有萬畝蔗園，並選派青年赴海外學習製糖技術。同時，他亦聘請外國專家，引進先進設備與科學化的製糖方法。黄仲涵财团（Oei Tiong Ham Concern）的蔗糖产量在当时的荷兰东印度群岛居首，黄仲涵被称为“印尼糖王”, 成為東南亞最富有且具影響力的華商之一。该公司也成为亚洲最大的华人企业，在印尼雅加达、泗水、日惹、梭罗等地，新加坡、马来亚的怡保、槟城以及荷兰鹿特丹、英国伦敦等地，都设有分行或办事处，并以新加坡与伦敦为贸易中心。
由于其经济地位和影响力，荷兰殖民当局于1890年任命黄仲涵为“玛腰”(Majoor，意为专门负责当地华侨事务的首领）。20世纪初，黄仲涵或为躲避荷兰的法定税务及继承法，选择永久居留于新加坡。

## 去世
1924年，黄仲涵逝于新加坡，其遗柩被运回三宝垄安葬。

## 延伸阅读
1. ↑  黄蕙兰著《沒有不散的筵席：顧維鈞夫人回憶錄》（中國文史出版社2012年出版，ISBN 9787503432347）